# Aeroporto Internazionale di Alcantarí
L'Aeroporto Internazionale di Alcantarí (Aeropuerto Internacional de Alcantarí in spagnolo) (IATA: SRE, ICAO: SLAL) è lo scalo aeroportuale che serve Sucre, la capitale costituzionale della Bolivia. Sorge a 30 km a sud della città, nel territorio del comune di Yamparáez.

## Storia
L'aeroporto è stato progettato per rimpiazzare l'Aeroporto Internazionale Juana Azurduy de Padilla, ritenuto ormai obsoleto e situato in una posizione pericolosa. I lavori di costruzione sono iniziati nel 2011 e sono terminati cinque anni più tardi. Il nuovo aeroporto è stato inaugurato il 23 maggio 2016.